# Mikulůvka
Mikulůvka är en ort i Tjeckien.   Den ligger i regionen Zlín, i den östra delen av landet, 260 km öster om huvudstaden Prag. Mikulůvka ligger 339 meter över havet och antalet invånare är 676.
Terrängen runt Mikulůvka är huvudsakligen lite kuperad. Mikulůvka ligger nere i en dal. Runt Mikulůvka är det ganska tätbefolkat, med 222 invånare per kvadratkilometer. Närmaste större samhälle är Valašské Meziříčí, 7,3 km nordost om Mikulůvka. I omgivningarna runt Mikulůvka växer i huvudsak blandskog.